# Paragobiodon xanthosoma
Paragobiodon xanthosoma es una especie de peces de la familia de los Gobiidae en el orden de los Perciformes.

## Morfología
Los machos pueden llegar a alcanzar los 4 cm de longitud total.

## Reproducción
Es monógamo. 

## Hábitat
Es un pez de Mar y, de clima tropical y asociado a los  arrecifes de coral.

## Distribución geográfica
Se encuentra en Australia, Chagos, Fiyi, Indonesia, el Japón (incluyendo las Islas Ryukyu), Kenia, la Isla de Lord Howe, las Islas Marshall, Nueva Caledonia, Papúa Nueva Guinea, las Filipinas, Samoa, las Seychelles y Taiwán. 